# Stefano Arnaquinti
Stefano Arnaquinti (Bergamo, 6 gennaio 1976) è un politico italiano.

## Biografia
Nato nel 1976 a Bergamo, ottenuto il diploma di liceo classico, lavora come autista soccorritore presso la Croce Rossa Italiana dal 1996 al 2005 e fino al 2013 è stagista alla Telecom Italia. Si laurea in giurisprudenza all'Università Niccolò Cusano nel 2013 ed è avvocato presso il foro di Bergamo.
Nel 2011 si iscrive al Movimento Cinque Stelle e alle elezioni politiche di due anni dopo viene eletto deputato alla Camera nella circoscrizione Lombardia 1, divenendo membro della Commissione parlamentare di vigilanza Rai e della 9° Commissione Trasporti, nella quale è capogruppo del M5S dal 2014 al 2017. Dal 2017 al 2020 fa parte della Commissione parlamentare d'inchiesta sul sistema bancario e finanziario.
Nel 2016 presenta due emendamenti alla legge finanziaria per il 2017 che prevede l'accorpamento dei Comuni sotto i 3 000 abitanti e l'istituzione dell'Agenzia di Controllo dei Trasporti e delle Infrastrutture, con la funzione di sorvegliare le gare d'appalti di trasporti e infrastrutture. Verranno tuttavia bocciati sia alla Camera che al Senato.
Alle Politiche del 2018 viene rieletto parlamentare, assumendo il ruolo di vicepresidente della 9ª Commissione Trasporti e di componente della Commissione Affari sociali. Non si ricandida alle elezioni del 2022.
Lavora all’ufficio legale del Fatto Quotidiano.